# Grassetto
La société Grassetto S.p.A. était une importante entreprise italienne de construction de bâtiments et travaux publics, fondée en 1902 par Eugenio Grassetto à Padoue, en Vénétie. En 1985, la société, 6e entreprise de BTP italienne, est rachetée par le groupe Ligresti qui la revend, en 1996, à la holding Argo Finanziaria S.p.A. du Groupe Gavio. L'entreprise est intégrée dans l'entreprise Itinera SpA en 2006.

## Histoire
L'entreprise Grassetto a été fondée en 1902 par Eugenio Grassetto. Grâce à son fils Ivone-Nani, l'entreprise connait une forte croissance durant les années 1950 à 1970, notamment avec la réalisation d'ouvrages standards industrialisés, une spécialité de l'entreprise. L'entreprise Grassetto a largement participé à l'expansion de la bourgade avec la création d'une zone industrielle avec l'appui de son concurrent local, l'entreprise Schiavo. Dans le recensement de 1927, la province de Padoue comptait 8.966 entreprises, 14,18 % de l'ensemble de la région Vénétie.
Dès 1936, Ivone Grassetto engage l'entreprise sur de grands projets à l'étranger, notamment en Afrique Orientale, nouvelle colonie italienne, notamment en Éthiopie. En Italie, l'entreprise Grassetto participe à la construction les bâtiments liés à l'exposition universelle de Rome 1942, le quartier de l'EUR. Le déclenchement de la Seconde Guerre mondiale bloque tous les projets mais l'entreprise s'implante à Rome et va participer aux grands travaux d'expansion de l'EUR de 1950 à 1960.
À partir de 1960, après le décès de son père, Ivone-Nani Grassetto, ingénieur de formation, définit une stratégie entrepreneuriale ambitieuse. Le rôle du siège social de Padoue s'affirme avec la constitution d'une nouvelle organisation du travail qui remplace les anciennes méthodes par « un ordre rationnellement logique de la construction » : une planification intégrale, qui n'est plus seulement une indication générale, mais interdit toute improvisation jusque dans les moindres détails et les finitions, la mise en place d'un bureau technique auprès de la direction de l'entreprise, attentive au personnel qui doit respecter une discipline rigoureuse pour que chacun réalise les tâches précises qui lui ont été assignées pour respecter la feuille de route. La direction connaît à l'avance et précisément le calendrier des dépenses et des fournitures, elle programme des réunions fréquentes au cours desquelles les plans d'exécution sont examinés avec les chefs de chantier et les responsables techniques. Les mêmes chefs de chantier sont alors amenés à effectuer, en début et en fin de journée, des contrôles organisationnels et administratifs du chantier au cours desquels, papiers en main, ils évaluent l'avancement des travaux, pour ensuite rendre compte au directeur général via une fiche de suivi hebdomadaire. Le but de ces directives rigides est, en somme, l'instauration de l'organisation industrielle du travail sur les chantiers, avec des opérations en série et la décomposition de la construction en ouvrages élémentaires. Un budget particulier est consacré à l'école de formation qui a été créée au sein même de l'entreprise pour former tous les futurs collaborateurs. L'entreprise avait mis au point, avec 30 ans d'avance, la manière moderne de gérer les chantiers.
Dès la fin de la guerre, l'entreprise Grassetto traverse l'océan atlantique et, en 1947, installe une filiale à Buenos Aires pour y construire, entre autres, la polyclinique et une usine Fiat. Très vite, elle remporte des marchés au Mexique et en Arizona où elle réalise un hippodrome, à Phoenix. En 1955-56, elle retourne en Egypte pour construire le complexe touristique "Il Cairo 2" à Mokattam, projet interrompu par le déclenchement de la guerre de Suez. Au début des années 1960, l'entreprise Grassetto, dont le siège social était resté à Padoue, disposait de succursales à Milan, Rome, Catane, Paris et Buenos Aires : des agences responsables d'un secteur géographique, dotées d'une grande autonomie technique et commerciale, pour permettre une large diversification des grands ouvrages de BTP à construire, notamment les marchés publics de génie-civil, avec l'avantage de son savoir faire interne en préfabrication, technique dans laquelle l'entreprise excelle.
En 1970, l'entreprise familiale Grassetto devient une société par actions, Grassetto SpA, au capital de 500 millions porté, en 1971, à 5 milliards de £ires. Le bilan présente un excédent de 32,787 millions. Au printemps 1971, Ivone-Nani Grassetto meurt à l'âge de soixante et un ans, victime d'une crise cardiaque, dans sa villa de Noventa Padovana. Son frère Giancarlo lui succède au poste de Président Directeur Général. L'entreprise continue de croître à un rythme remarquable, passant de 39 millions d'actifs en 1972 à plus de 200 en 1980, les bénéfices d'exploitation passant, dans le même temps, de 72 à 1,5 milliard de £ires. Giancarlo Grassetto abandonne la direction de l'entreprise familiale en 1985 et la vend à Salvatore Ligresti (it), patron du groupe éponyme. Grassetto Lavori SpA devient la principale entreprise de construction du groupe Ligresti, concentrant son activité dans le domaine des travaux publics qui représente 70% du chiffre d'affaires en 1987. En 1990, l'entreprise Grassetto était la 6e entreprise italienne du secteur du BTP.
L'entreprise a été pénalisée par les difficultés de la holding Premafin SpA (it) du groupe Ligresti et notamment lors de la construction du gratte-ciel Largo Europa à Padoue qui a nécessité la restructuration du quartier Conciapelli avec la démolition du Palazzo Arnholt, un château du XVIe siècle attribué à Andrea Moroni (it), sacrifié au nom du progrès et de l'extension de la future grande agglomération de Padoue.
En 1996, la holding Argo Finanziaria SpA, du groupe de Marcellino Gavio, rachète l'entreprise Grassetto Lavori SpA au groupe Ligresti en difficulté. À cette occasion, le groupe Gavio rachète également 56,52% de la société ASTM - Autostrada Torino-Milano SpA, cotée en bourse, 90 % de SATAP SpA concessionnaire de l'autoroute A21 Turin-Piacenza, les parts d'Autostrada dei Fiori SpA, concessionnaire de l'autoroute A10 Savone-Vintimille et autoroute A25 Rome-L'Aquila-Teramo ainsi que 6,25% de la compagnie ferroviaire Ferrovie Nord Milano.
En 2006, le groupe Gavio décide de fusionner et d'intégrer l'entreprise Grassetto Lavori SpA dans Itinera SpA. En 2007, après la transformation d'ASTM SpA en holding, la division constructions (EPC) a été transférée dans ASTM SpA.

## Les principales réalisation de l'entreprise Grassetto
Parmi les innombrables ouvrages réalisés en Italie :
- le gratte-ciel Contarine au centre de Padoue, sorte de symbole monumental de l'entreprise dans sa ville, choisi comme résidence par la famille,
- de nombreux viaducs, autoroutes, aéroports (Fiumicino, Tessera, Gioia del Colle, Pratica di Mare),
- le complexe Piazza della Repubblica à Milan,
- le gratte-ciel Palazzo Italia, le ministère de la Marine marchande et les lacs artificiels de l'EUR à Rome.

La collaboration avec les grands industriels vénitiens lui a permis de construire plusieurs usines de la filature de laine Rossi dans la province de Vicence et les usines Marzotto à Valdagno. Pour Gaetano Marzotto, l'entreprise Grassetto a construit plusieurs hôtels de sa chaîne hôtelière Jolly Hotels (it).
Dans le secteur touristique, l'entreprise Grassetto a réalisé une partie de l'aménagement de la Costa Smeralda pour l'Aga Khan en Sardaigne, le complexe hôtelier Faloria à Cortina d'Ampezzo, les villas Marzotto et Barilla. L'entreprise a construit, entre autres, des tours dans le quartier de la Défense à Paris.